# Wittinsburg
Wittinsburg är en ort och kommun i distriktet Sissach i kantonen Basel-Landschaft, Schweiz. Kommunen har 448 invånare (2023).